# Eva Rieck
Eva Rieck (* 6. Oktober 1949 in Wels, Oberösterreich) ist eine österreichische Theater- und Filmschauspielerin.

## Leben
Rieck besuchte von 1966 bis 1968 das Max Reinhardt Seminar in Wien. Es folgten erste Engagements am Theater am Dom in Köln, am Theater am Turm in Frankfurt am Main sowie am Theater in der Josefstadt in Wien.
Rieck wirkte ab den 1970er Jahren in einigen Rollen in deutschsprachigen Fernsehproduktionen mit. 1975 interpretierte sie für das Zweite Deutsche Fernsehen die Rolle der Hero in einer Fernsehinszenierung von William Shakespeares Komödie Viel Lärm um nichts. Sie spielte unter anderem 1976 bei der Krimiserie Derrick in Folge 29 (Der Mann aus Portofino) sowie bei der Serie Zwei Brüder mit. 1984 war sie in einer Gemeinschaftsproduktion des Schweizer Fernsehens und des Schauspielhauses Zürich in der komischen Oper Der Mikado in der Titelrolle zu sehen.
Als Theaterschauspielerin gab sie 1972 bei den Bregenzer Festspielen in einer Inszenierung des Wiener Burgtheaters die Erny in Franz Grillparzers Ein treuer Diener seines Herrn. Regelmäßig trat Rieck am Schauspielhaus Zürich auf. 1982 spielte sie am Schauspielhaus Zürich unter der Regie von Jürgen Flimm die Rolle der Zofe Franziska in dem Lustspiel Minna von Barnhelm. 1991 spielte sie dort die Bertha in Peter Palitzschs Inszenierung des Stücks Verbannte (Exiles) von James Joyce. 1997 war sie als Partnerin von Marcus Bluhm die Lady Milford in Matthias Hartmanns Inszenierung von Friedrich Schillers Trauerspiel Kabale und Liebe.
Rieck wirkte auch mehrfach in Inszenierungen am Residenztheater München mit. 1996 trat sie unter der Regie von Matthias Hartmann in der Tragödie Richard III. von William Shakespeare auf. So spielte sie 1997 neben Rosel Zech die Rolle der Frau Brigitte in Heinrich von Kleists Lustspiel Der zerbrochne Krug in der Inszenierung von Amélie Niermeyer. Am Residenztheater in München stand sie 2000 in Frank Wedekinds Lulu in der Rolle der lesbischen Gräfin Geschwitz auf der Bühne. Dort gab sie in der Spielzeit 2001/2002 in Pierre Corneilles Tragödie Rodogune in der Inszenierung von Elmar Goerden auch die Cleopatra. Ihre Darstellung fand in den Feuilletons überregional große Beachtung: die Frankfurter Allgemeine Zeitung sprach hier von der „wunderbaren“ Eva Rieck. Die Welt schrieb: Eva Rieck ist in der Rolle dieser Mutter [...] fast überpräsent, und besser kann man diesen Part wohl nicht spielen. Auch Theater der Zeit besprach die Rolle.
Rieck war auch als Sängerin tätig. 1984 wirkte sie in einer Schallplattenaufnahme der komischen Oper Der Mikado von Arthur Sullivan in einer musikalischen Fassung für Schauspieler mit. 1987 interpretierte sie in Zürich im Theater am Hechtplatz Chansons, zu denen der Schweizer Schriftsteller Peter Zeindler die Texte geschrieben hatte. Die Chansons wurden 1987 in der Schweiz unter dem Titel Alles schon hundertmal gesagt... auch auf LP veröffentlicht.

## Filmografie (Auswahl)
- 1972: Das Märchen von der harten Nuß
- 1973: Hallo – Hotel Sacher... Portier!
- 1975: Viel Lärm um Nichts (TV)
- 1976: Derrick – Der Mann aus Portofino
- 1984: Der Mikado
- 1993: Auf eigene Gefahr – Alte Feindschaft
- 1996: Der König – Schnappschuß
- 1997: Zwei Brüder